# Manfred Hausmann
Manfred Georg Hausmann, född 10 september 1898 i Kassel, död 6 augusti 1986 i Bremen, var en tysk författare.
Manfred Hausmann deltog i första världskriget 1918, studerade därefter vid universiteten i Göttingen och München samt blev filosofie doktor 1922. Efter några år som journalist ägnade han sig från 1927 uteslutande åt författarskap. Hausmann skrev först noveller, bland annat Frühlingsfeier (1924) och Die Verirrten (1927), samt skådespel såsom Marienkind, Legendspiel (1927) och Lilofee, Spiel von Liebe (1929). Först med Lampioon küsst Mädchen und kleise Birken (1928, svensk översättning 1933) fick han sitt genombrott. I Kleine Liebe zu Amerika (1931) skildrade han i en älskvärt skalkaktig ton en resa i USA. Sitt rykte som intelligent och underhållande berättare befäste han genom romanerna Salut gen Himmel (1929), Abel mit der Mundharmonika (1932, svensk översättning 1936), Ontje Arps (1934), Die Begegnung (1936), Abschied von der Jugend (1937) och Demeter (1937). 1938 debuterade Hausmann som lyriker med Jahre des Lebens och utgav sedan Alte Musik (1941). Geheimnis einer Landschaft – Worpswede (1940) och Einer muss wachen (1941) är essäböcker. Utan förkunnarlater eller anspråk på djupsinne intog Hausmann genom sin individualistiska, respektlöst friska omedelbarhet en plats för sig i Hitlertidens likriktade tyska litteratur. Efter andra världskriget utgav Hausmann diktsamlingen Füreinander (1946), kärleks- och naturdikter i en ren, graciös och svårmodig ton.